# Reginald Clifford Ridewood
Reginald Clifford Ridewood (York (Engeland), 1907 – Londen, 1942) was een Brits componist en militaire kapelmeester.

## Levensloop
Ridewood werd al op 14-jarige leeftijd als "Band-Boy" lid van het Britse leger. Hij studeerde aan de Royal Military School of Music "Kneller Hall". In 1930 werd hij lid van een militaire kapel op Gibraltar, waar hij ook werd beïnvloed door de muziek uit het buurland Spanje. Hij schreef een aantal paso-dobles voor een danseres Joan May, met wie hij later huwde. Vanaf 1937 was hij militaire kapelmeester van kapellen in verschillende regimenten. In 1942 werd hij muzikaal directeur van de militaire kapellen in het Southern Command. Tijdens de Tweede Wereldoorlog reisde hij door de militaire kampen en het Odeon Circuit en werkte als muzikant voor het officierskorps.
Tijdens deze werkzaamheden werd hij besmet met tuberculose, verder verloor hij zijn twee jaar jonge dochter tijdens een bomaanval. Hij geraakte in een diepe depressie en werd ontslagen bij het leger. Kort erna overleed hij in zijn appartement in Londen. Vermoedelijk heeft hij kort voor zijn dood vele van zijn muzikale manuscripten vernietigd en dat bracht vragen op, in betrekking tot de omvang van zijn oeuvre.

## Composities

### Werken voor harmonieorkest
- 1935 Amparito Roca ("The Sheltered Cliff"), paso-doble (mars) (zie ook: Jaime Texidor Dalmau)[1]
- Convoy
- Desert Patrol
- The Queens Own